# Centrum oprogramowania Ubuntu
Centrum oprogramowania Ubuntu (ang. Ubuntu Software Center) – system zarządzania pakietami, który pozwala na instalację i zarządzanie oprogramowaniem w systemie operacyjnym Ubuntu, który jest jedną z wielu dystrybucji Linuksa.
Centrum oprogramowania Ubuntu było domyślnie zainstalowane wraz z nowymi wydaniami Ubuntu. Dzięki tej aplikacji użytkownik może instalować aplikacje jednym kliknięciem, dodatkowo ma pełny opis instalowanych aplikacji.
Ubuntu Software Center zostało zastąpione przez GNOME Software wraz z wydaniem Ubuntu 16.04 LTS.

## Historia
Centrum oprogramowania Ubuntu po raz pierwszy pojawiło się w Ubuntu 9.10 pod nazwą Ubuntu Software Store później nazwa została zmieniona na Ubuntu Software Center.
Wraz z wydaniem Ubuntu 10.04 do programu zostały dodane podkategorie i wsparcie PPA. Wraz z wydaniem Ubuntu 10.10 do programu została dodana możliwość kupna płatnego oprogramowania i przeglądanie historii zainstalowanych i usuniętych pakietów. Wraz z wydaniem Ubuntu 11.04 została dodana możliwość oceny oprogramowania i pisania recenzji. Wraz z wydaniem Ubuntu 11.10 program został przepisany do GTK3, zmieniono interfejs, powiększono ikony, dodano integrację z interfejsem Unity, domyślne sortowanie według liczby recenzji i wymagań systemowych, dodano możliwość instalacji aplikacji z poziomu pliku deb.

## Kontrowersje
Od wydania Ubuntu 14.04 Canonical zdecydowało się nie aktualizować oprogramowania znajdującego się w sklepie, nie informując o tym w żaden sposób. Wywołało to oburzenie ze strony społeczności. W połowie 2015 roku polski programista napisał otwarty list do twórców Centrum Oprogramowania Ubuntu, w którym wyjaśnił swoje oburzenie. Autor listu zaznaczył, że traci przez to nie tylko on sprzedając swoje oprogramowanie w znacznie mniejszej liczbie, ale i sami użytkownicy, którzy już zakupili program i nie mogą go zainstalować na nowszych wersjach systemu.